# Camden Pulkinen
Camden Pulkinen (ur. 25 marca 2000 w Scottsdale) – amerykański łyżwiarz figurowy startujący w konkurencji solistów. Srebrny medalista finału Junior Grand Prix (2017), mistrz Stanów Zjednoczonych juniorów (2018).

## Osiągnięcia
| Zawody                                | 10–11          | 11–12          | 12–13          | 13–14          | 14–15          | 15–16          | 16–17          | 17–18          | 18–19          | 19–20          | 20–21          | 21–22          | 22–23          | 23–24          |                |                |                |
| Międzynarodowe                        | Międzynarodowe | Międzynarodowe | Międzynarodowe | Międzynarodowe | Międzynarodowe | Międzynarodowe | Międzynarodowe | Międzynarodowe | Międzynarodowe | Międzynarodowe | Międzynarodowe | Międzynarodowe | Międzynarodowe | Międzynarodowe | Międzynarodowe | Międzynarodowe | Międzynarodowe |
| ------------------------------------- | -------------- | -------------- | -------------- | -------------- | -------------- | -------------- | -------------- | -------------- | -------------- | -------------- | -------------- | -------------- | -------------- | -------------- | -------------- | -------------- | -------------- |
| Mistrzostwa czterech kontynentów      |                |                |                |                |                |                |                |                |                | 11             |                |                |                |                |                |                |                |
| Mistrzostwa świata                    |                |                |                |                |                |                |                |                |                |                |                | 5              |                | 20             |                |                |                |
| GP Cup of China                       |                |                |                |                |                |                |                |                |                | 8              |                |                |                |                |                |                |                |
| GP Grand Prix Espoo                   |                |                |                |                |                |                |                |                |                |                |                |                | 5              |                |                |                |                |
| GP Grand Prix de France               |                |                |                |                |                |                |                |                |                |                |                |                |                | 5              |                |                |                |
| GP NHK Trophy                         |                |                |                |                |                |                |                |                |                |                |                | 11             |                | 5              |                |                |                |
| GP Rostelecom Cup                     |                |                |                |                |                |                |                |                |                |                |                | 7              |                |                |                |                |                |
| GP Skate America                      |                |                |                |                |                |                |                |                |                |                | 9              |                |                |                |                |                |                |
| GP Skate Canada International         |                |                |                |                |                |                |                |                |                | 4              |                |                | 5              |                |                |                |                |
| CS Alpen Trophy                       |                |                |                |                |                |                |                |                | 6              |                |                |                |                |                |                |                |                |
| CS Finlandia Trophy                   |                |                |                |                |                |                |                |                |                |                |                | 14             |                |                |                |                |                |
| CS Lombardia Trophy                   |                |                |                |                |                |                |                |                |                |                |                |                |                | 4              |                |                |                |
| CS Golden Spin Zagrzeb                |                |                |                |                |                |                |                |                |                | 6              |                |                | 1              |                |                |                |                |
| CS U.S. International Classic         |                |                |                |                |                |                |                |                |                |                |                |                | 3              |                |                |                |                |
| Międzynarodowe: Kategorie młodzieżowe |                |                |                |                |                |                |                |                |                |                |                |                |                |                |                |                |                |
| Mistrzostwa świata juniorów           |                |                |                |                |                |                |                | 6              | 8              |                |                |                |                |                |                |                |                |
| JGP Finał                             |                |                |                |                |                |                |                | 2              | 5              |                |                |                |                |                |                |                |                |
| JGP w Austrii                         |                |                |                |                |                |                |                | 1              | 1              |                |                |                |                |                |                |                |                |
| JGP w Czechach                        |                |                |                |                |                |                |                |                | 2              |                |                |                |                |                |                |                |                |
| JGP w Estonii                         |                |                |                |                |                |                | 9              |                |                |                |                |                |                |                |                |                |                |
| JGP w Polsce                          |                |                |                |                |                |                |                | 2              |                |                |                |                |                |                |                |                |                |
| Igrzyska olimpijskie młodzieży        |                |                |                |                |                | 7              |                |                |                |                |                |                |                |                |                |                |                |
| Krajowe                               |                |                |                |                |                |                |                |                |                |                |                |                |                |                |                |                |                |
| Mistrzostwa Stanów Zjednoczonych      |                | 16 V           | 5 V            |                |                | 11 J           | 2 J            | 1 J            | 12             | 7              | 8              | 5              | 8              | 3              |                |                |                |